# Budda Maitreja

Budda Maitreja (Wielki Budda z Leshan, Chiny)

Budda Maitreja (skt. Maitreya मैत्रेय, pali Metteyya; chiń. Mílè (彌勒 jako budda – Mílèfó 彌勒佛, jako bodhisattwa – Mílè Púsa 彌勒菩薩; kor. Mirŭk (미륵); jap. Miroku; wiet. Di-lặc; tyb. རྒྱལ་བ་བྱམས་པ།, Wylie rgyal ba byams pa) – według przekazów buddyjskich będzie to następca Buddy Siakjamuniego, piąty budda naszej epoki (kalpy), który jako bodhisattwa obecnie przebywa w niebiosach Tuszita w Wewnętrznej Świątyni Pałacu Siedmiu Klejnotów. 
Imię Maitreja pochodzi z sanskryckiego maitri co znaczy, nieuwarunkowana, uniwersalna miłość. Czasami słowo to tłumaczy się jako kochająca życzliwość (ang. loving-kindness). W ikonografii przedstawia się tego buddę jako siedzącego na wysokim tronie, a nie w pozycji lotosu. Uważa się, że za pośrednictwem Asangi jest autorem "Pięciu tekstów", ważnego zbioru nauk buddyjskich.

## Historia kultu

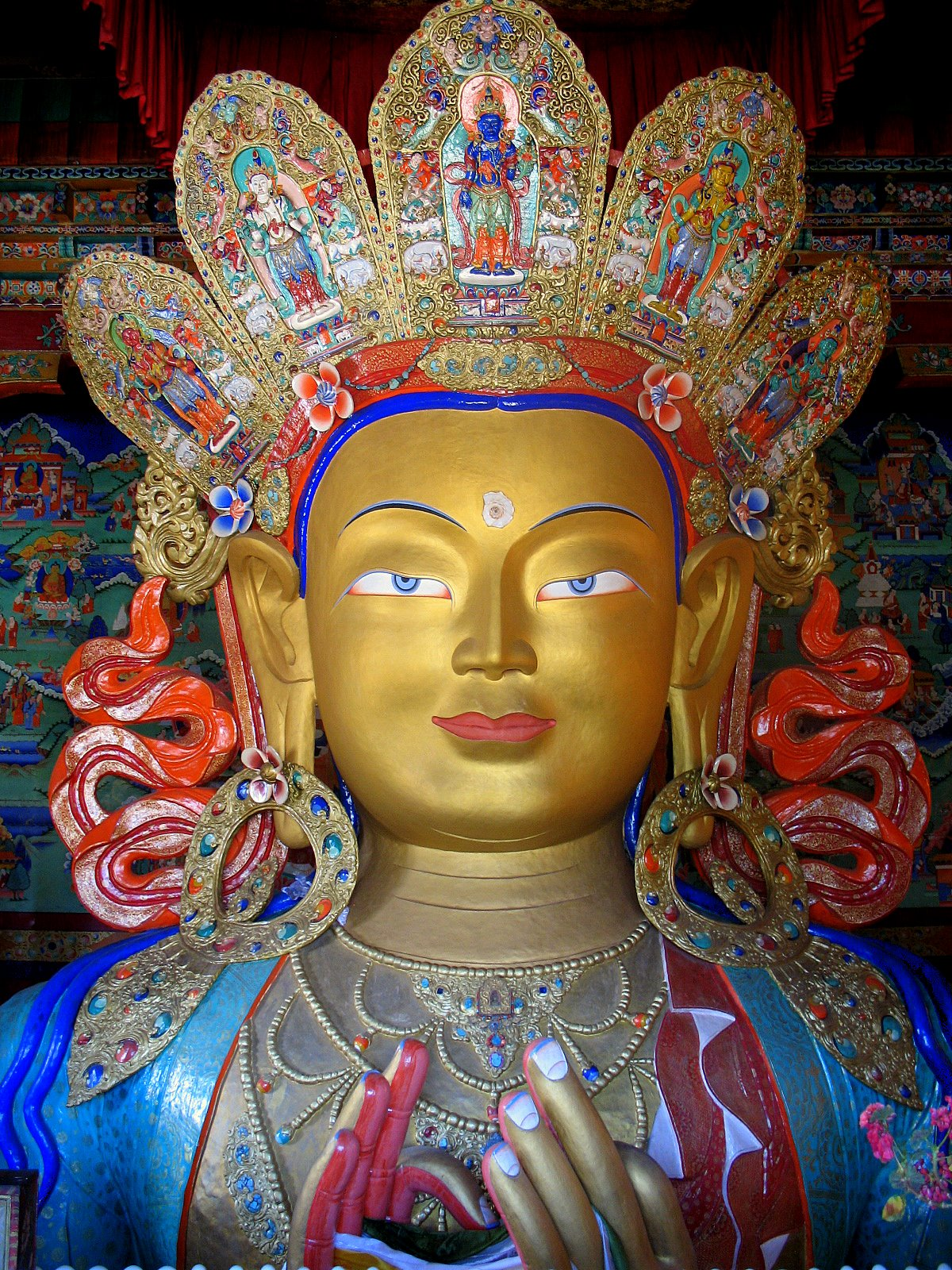
Budda Maitreja z Thikse

Zgodnie z tradycją Maitreja ma pojawić się za 5 670 000 lub 5 670 000 000 lat od czasu parinirwany Buddy Siakjamuniego.
Maitreja — doskonale współczujący — cieszył się niezwykłą popularnością. Stał się buddą światłości, pocieszycielem cierpiących, spowiednikiem grzeszników i przewodnikiem "dusz" po śmierci.
Jego wyobrażenia pojawiły się już w okresie Gandhary. Nie był on także nieznany kanonicznym tekstom wczesnego buddyzmu; pojawia się w Digha nikayi. Z Siakjamunim i Dīpankarą tworzą triadę Buddów trzech czasów.
Kult Maitrei najpewniej rozchodził się z Gandhary (Kaszmir) do Azji Środkowej (imperium Kuszanów) — w Turfanie najpewniej powstała jedna z sutr Maitrei — a stamtąd do Chin. W Chinach jego kult pojawił się wcześniej niż kult Amitayusa i przez jakiś czas rywalizował z nim później.
Wersja opowieści o Maitrei jest zawarta w sanskryckiej pracy Maitreyavyakārana, będącej jednym z ważnych tekstów, które przyczyniły się do powstania kultu. Asanga, założyciel szkoły mahajany cittamatra (tylko umysł), uważany jest za tego, który był tak blisko związany z Maitreją, że ten podyktował mu podstawowe wersy niektórych jego dzieł.
Z wyobrażeń w grotach Ajanty wynika, że kult Maitrei przewyższał zdecydowanie rozwijający się dopiero kult Awalokiteśwary. Jego wyobrażenia znajdują się także w wielkich ilościach w późniejszym okresie w Elurze, w ruinach Nalandy i Ratnagiri.
Był on również najpopularniejszym bodhisattwą w Azji Środkowej w państwie Kuszanów, np. w Chotanie, co można wywnioskować z ilości wyobrażeń i wzmianek w literaturze, np. z Księgi Zambasty, której cały długi 22 rozdział jest mu poświęcony.

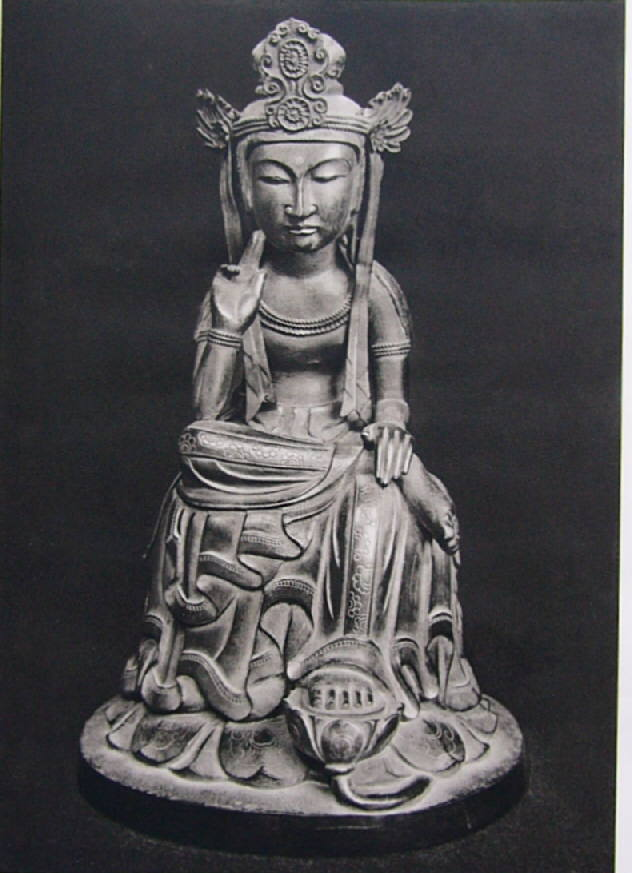
Maitreya ze świątyni Yachū-ji w Japonii (Habikino, pref. Osaka)

Rola Maitrei jako inspiratora wizji medytacyjnych może być skojarzona w kaszmirską szkołą medytacji, gdyż właśnie Kaszmir był centrum nauk zarówno szkół mahajany jak i szkół niemahajanistycznych i właśnie tam zmieszały się ze sobą różne elementy praktyki. Ponieważ Maitreja był uznawany przez obie tradycje, nic dziwnego, że stał się "opiekuńczym bóstwem" medytujących Kaszmirów.
Kult Maitrei rozpowszechniał się w Chinach od V wieku. 
W połowie VII w. cieszył się Maitreja – obok Awalokiteśwary – największą czcią. Obaj bodhisattwowie byli wówczas jedynymi niebiańskimi bodhisattwami cieszącymi się taką popularnością.
Również już chińskie groty w Dunhuangu wykazują jego rosnącą popularność. Trzeba tu dodać, iż jest to jedyny bodhisattwa z niebiańskim statusem, który jest akceptowany zarówno przez tradycję mahajany i hinajany. 
Po VII wieku kult Maitrei został zastąpiony kultem buddy Amitabhy (zobacz Szkoła Czystej Krainy). Jednak ponowny renesans kultu Maitrei nastąpił w okresie X-XIII w.
Ze względu na to, że budda Maitreja ma ustanowić nowy ład, kult ten łączył się często z rewolucyjnymi ruchami, najczęściej chłopskimi. Sekty związane z tym kultem stawały na czele powstań i buntów. Tajne stowarzyszenia kultu Maitrei istniały jeszcze nawet w XX wieku. Jego historia nadała impet mesjanistycznym ruchom w Chinach. Często przywódcy tych ruchów byli uważani za proroków lub nawet inkarnacje Maitrei. Tylko w V i na początku VI w. było w Chinach aż siedem takich ruchów. W krajach therawady jeszcze dzisiaj ludzie proszą o odrodzenie się na ziemi w czasie, gdy zejdzie na nią Maitreja. Staną się wtedy mnichami i on poprowadzi ich do oświecenia.
Tuszita nie jest "Polem Buddy" (sans. Buddhakṣetra) (Czysta Kraina), tylko jednym z nieb, wobec tego można się tam dostać w czasie medytacji. Podkreślają to tradycje mahajanistyczne i niemahajanistyczne. Ponieważ Tuszita jest blisko ziemi, można się tam także odrodzić.
Kolorem tego bodhisattwy był kolor biały i stąd wzięły się nazwy sekt, np. Stowarzyszenie Białego Lotosu, powstałe w czasach dynastii Yuan, Baiyunhui (pol. Stowarzyszenie Białego Obłoku) itd. Członkowie tych sekt dzielili dzieje świata na trzy okresy: Królestwo Czarnego Lotosu (zamierzchła przeszłość, gdy budda siedział na czarnym lotosie), Królestwo Czerwonego Lotosu (czasy współczesne), Królestwo Białego Lotosu (królestwo przyszłego buddy).
Maitreja odwiedzał i odwiedza nasz glob pod różnymi postaciami i naucza. W tybetańskiej wersji Maitreja zabiera Asangę do Tuszity i dostarcza mu serii tekstów zawierających detale o byciu bodhisattwą i naukach Tylko Umysł. Dlatego cieszył się on szczególną popularnością wśród wyznawców cittamatry.
Jednym z pierwszych wyznawców i propagatorów kultu w Chinach był Dao’an (312-385), nauczyciel Huiyuana, który wraz ze swoimi uczniami praktykował pewne wizualizacje i rekolekcje związane z Maitreją. W 385 r. Dao’an i jego uczniowie dostąpili wizji nieba Tuszity.
W Chinach np. Xuanzang ślubował odrodzić się u Maitrei w niebie Tuszita; jego tłumaczenia i popularyzacja doktryny Tylko Umysł doprowadziły do ożywienia kultu.

### Maitreja w sztuce

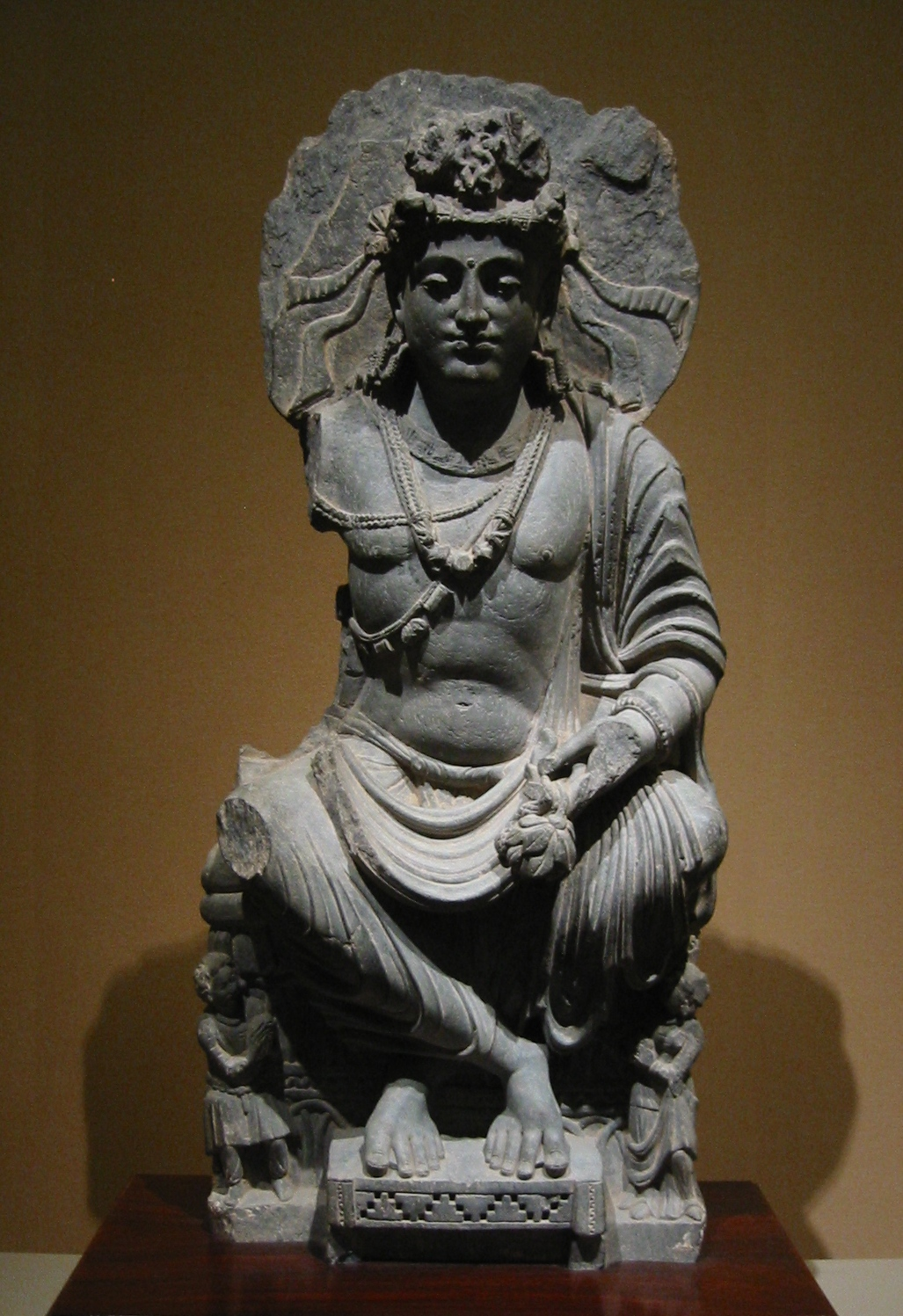
Maitreya, sztuka Gandhary

W sztuce Maitreja często był portretowany na tronie na sposób "zachodni" (tzn. np. nie w postawie medytacyjnej, ale swobodnej z jedną nogą zwisającą z tronu). W Azji Środkowej przetrwało wiele jego wyobrażeń i malowideł umieszczonych głównie nad drzwiami przed główną postacią. Dlatego wierni wychodząc zawsze napotykali na jego przedstawienie.
Gigantyczne wyobrażenia Maitrei znajdują się w Afganistanie, Azji Środkowej, często także przy głównych traktach handlowych. Wznoszono także kolosalne jego rzeźby na granicy każdego państwa buddyjskiego.
Szczególną formą Maitrei jest jedno z jego chińskich wyobrażeń jako uśmiechniętego grubaska.
W grotach Dunhuangu znajduje się wiele jego wyobrażeń w postaci rzeźb i malowideł – w tym na jedwabiu z przełomu IX i X wieku, na których przedstawiany jest jako budda. 
Założyciel scjentologii, L. Ron Hubbard, utożsamiał się z Maitreją, który opisywany był w tekstach buddyjskich jako "człowiek z Zachodu z włosami jak płomienie (Hubbard miał rude włosy), który przybędzie około 2 500 lat po pierwszym Buddzie". (Hubbard, Hymn of Asia, 1952).